# Coupe d'Espagne de football 2011-2012
Navigation
Coupe d'Espagne 2010-2011 Coupe d'Espagne 2012-2013
La Copa del Rey 2011-2012 est la 109e édition de la Copa del Rey. La compétition commence le 31 août 2011 et se termine le 25 mai 2012 avec la finale remportée par le FC Barcelone face à l'Athletic Bilbao. Il s'agit de la 26e Coupe d'Espagne pour le FC Barcelone.

## 1ertour
Les matchs se sont joués le 31 août 2011.
| Local                    | Resultat            | Visiteur             |
| ------------------------ | ------------------- | -------------------- |
| Marino de Luanco         | 3 - 1               | CD Toledo            |
| CD Lugo                  | 1 - 3               | Real Oviedo          |
| Real Jaén                | 3 - 0               | AD Ceuta             |
| UD Melilla               | 0 - 1               | CF Villanovense      |
| Real Balompédica Linense | 3 - 1               | CF Badalona          |
| UCAM Murcia CF           | 0 - 0 (t.a.b 7 - 6) | CD Comarca de Níjar  |
| UE Llagostera            | 4 - 2               | CD Olímpic de Xàtiva |
| Andorra CF               | 3 - 1               | UE Lleida            |
| CD Manacor               | 1 - 4               | CE L'Hospitalet      |
| Fútbol Alcobendas Sport  | 0 - 1               | UD Lanzarote         |
| CD Leganés               | 3 - 1               | UD Vecindario        |
| CCD Cerceda              | 2 - 0               | CD Tenerife          |
| Náxara CD                | 0 - 3               | UD Salamanca         |
| SD Noja                  | 2 - 1               | Real Unión           |
| CD Tudelano              | 2 - 2 (t.a.b 4 - 5) | SD Ponferradina      |
| Burgos CF                | 0 - 1               | SD Eibar             |
| SD Amorebieta            | 0 - 1               | CD Mirandés          |
| CF Palencia              | 1 - 3               | UD Logroñés          |

## 2etour
Les matchs se sont joués les 6, 7 et 8 septembre 2011.
| Local                   | Resultat            | Visiteur                 |
| ----------------------- | ------------------- | ------------------------ |
| Marino de Luanco        | 2 - 2 (t.a.b 2 - 4) | Andorra CF               |
| Real Oviedo             | 1 - 1 (t.a.b 3 - 2) | UD Salamanca             |
| Albacete                | 1 - 0               | Real Jaén                |
| CD San Roque de Lepe    | 2 - 0               | CF Villanovense          |
| UCAM Murcia CF          | 0 - 1               | Deportivo Alavés         |
| UE Llagostera           | 2 - 1               | CCD Cerceda              |
| CE L'Hospitalet         | 3 - 2               | CD Leganés               |
| SD Ponferradina         | 3 - 0               | CD Roquetas              |
| SD Eibar                | 4 - 0               | UD Lanzarote             |
| CD Mirandés             | 3 - 1               | Real Balompédica Linense |
| SD Noja                 | 0 - 2               | UD Logroñés              |
| UE Sant Andreu          | 0 - 1               | Orihuela CF              |
| Cádiz CF                | 3 - 1               | RSD Alcalá               |
| Real Valladolid         | 6 - 0               | Gimnàstic de Tarragona   |
| Real Murcia             | 0 - 1               | Córdoba CF               |
| AD Alcorcón             | 2 - 1               | CE Sabadell FC           |
| RC Recreativo de Huelva | 0 - 2               | Elche CF                 |
| Celta de Vigo           | 2 - 0               | UD Las Palmas            |
| FC Cartagena            | 0 - 0 (t.a.b 3 - 5) | CD Numancia              |
| Deportivo de La Coruña  | 5 - 1               | Girona FC                |
| UD Almería              | 2 - 0               | CD Guadalajara           |
| SD Huesca               | 1 - 0               | Xerez CD                 |
| Hércules CF             | 0 - 3               | CD Alcoyano              |

## 3etour
Les matchs se sont joués le 12 octobre 2011.
| Local                  | Resultado           | Visitante            |
| ---------------------- | ------------------- | -------------------- |
| Orihuela CF            | 1 - 3               | Cádiz CF             |
| Albacete               | 1 - 0               | Deportivo Alavés     |
| Andorra CF             | 1 - 3               | CD San Roque de Lepe |
| SD Eibar               | 0 - 1               | SD Ponferradina      |
| UE Llagostera          | 0 - 1               | CE L'Hospitalet      |
| CD Mirandés            | 3 - 1               | UD Logroñés          |
| AD Alcorcón            | 2 - 1               | CD Numancia          |
| UD Almería             | 1 - 0               | Elche CF             |
| Celta de Vigo          | 4 - 1               | Real Valladolid      |
| Córdoba CF             | 1 - 1 (t.a.b 3 - 2) | SD Huesca            |
| Deportivo de La Coruña | 2 - 1               | CD Alcoyano          |

## Seizièmes de finale
Ce tour s'est joué sur une double confrontation aller-retour les 9 novembre, 8, 13, 20, 21 et 22 décembre 2011.
| Local aller          | Resultat global  | Local retour    | Résultat aller | Résultat retour |
| -------------------- | ---------------- | --------------- | -------------- | --------------- |
| Cádiz CF             | 0 - 4            | Valence CF      | 0 - 0          | 0 - 4           |
| CE L'Hospitalet      | 0 - 10           | FC Barcelone    | 0 - 1          | 0 - 9           |
| SD Ponferradina      | 1 - 7            | Real Madrid CF  | 0 - 2          | 1 - 5           |
| CD Mirandés          | 3 - 1            | Villarreal CF   | 1 - 1          | 2 - 0           |
| CD San Roque de Lepe | 1 - 3            | FC Séville      | 0 - 1          | 1 - 2           |
| Albacete             | 3 - 1            | Atlético Madrid | 2 - 1          | 1 - 0           |
| Real Oviedo          | 0 - 2            | Athletic Bilbao | 0 - 1          | 0 - 1           |
| UD Almería           | 2 - 4            | CA Osasuna      | 1 - 3          | 1 - 1           |
| AD Alcorcón          | 3 - 1            | Real Zaragoza   | 1 - 1          | 2 - 0           |
| Celta de Vigo        | 2 - 4            | RCD Espanyol    | 0 - 0          | 2 - 4           |
| Córdoba CF           | 2 - 2 (But ext.) | Bétis Séville   | 0 - 1          | 2 - 1           |
| Deportivo La Corogne | 4 - 5 (Pro)      | Levante UD      | 3 - 1          | 4 - 1           |
| RCD Mallorca         | 2 - 1            | Sporting Gijón  | 0 - 1          | 2 - 0           |
| Racing Santander     | 6 - 6 (But ext.) | Rayo Vallecano  | 3 - 2          | 3 - 4           |
| Getafe CF            | 2 - 3            | Málaga CF       | 0 - 1          | 2 - 2           |
| Real Sociedad        | 5 - 3            | Granada CF      | 4 - 1          | 2 - 1           |

## Huitièmes de finale
Ce tour s'est joué sur une double confrontation aller-retour les 3, 4, 5, 10, 11 et 12 janvier 2012.
| Local aller    | Resultat global  | Local retour     | Résultat aller | Résultat retour |
| -------------- | ---------------- | ---------------- | -------------- | --------------- |
| Real Madrid CF | 4 - 2            | Málaga CF        | 3 - 2          | 0 - 1           |
| CD Mirandés    | 3 - 1            | Racing Santander | 2 - 0          | 1 - 1           |
| Real Sociedad  | 3 - 6            | RCD Mallorca     | 2 - 0          | 6 - 1           |
| FC Barcelone   | 6 - 1            | CA Osasuna       | 4 - 0          | 1 - 2           |
| Córdoba CF     | 4 - 5            | RCD Espanyol     | 2 - 1          | 4 - 2           |
| Albacete       | 0 - 4            | Athletic Bilbao  | 0 - 0          | 4 - 0           |
| AD Alcorcón    | 2 - 5            | Levante UD       | 2 - 1          | 4 - 0           |
| Valence CF     | 2 - 2 (But ext.) | FC Séville       | 1 - 0          | 2 - 1           |

## Quarts de finale
Ce tour s'est joué sur une double confrontation aller-retour les 17, 18, 19, 24, 25 et 26 janvier 2012.
| Local aller     | Resultat global  | Local retour | Résultat aller | Résultat retour |
| --------------- | ---------------- | ------------ | -------------- | --------------- |
| Valence CF      | 7 - 1            | Levante UD   | 4 - 1          | 0 - 3           |
| RCD Espanyol    | 4 - 4 (But ext.) | CD Mirandés  | 3 - 2          | 2 - 1           |
| Athletic Bilbao | 3 - 0            | RCD Mallorca | 2 - 0          | 0 - 1           |
| Real Madrid CF  | 3 - 4            | FC Barcelone | 1 - 2          | 2 - 2           |

## Demi-finales
Ce tour s'est joué sur une double confrontation avec aller les 31 janvier et 1er février et le retour le 7, et 8 février 2012.
| Local aller | Resultat global | Local retour    | Résultat aller | Résultat retour |
| ----------- | --------------- | --------------- | -------------- | --------------- |
| Valence CF  | 1 - 3           | FC Barcelone    | 1 - 1          | 0 - 2           |
| CD Mirandés | 3 - 8           | Athletic Bilbao | 1 - 2          | 2- 6            |

## Finale
La finale s'est jouée le vendredi 25 mai au Stade Vicente Calderón à Madrid
| Match  | Vainqueur    | Score | Finaliste       |
| ------ | ------------ | ----- | --------------- |
| Finale | FC Barcelone | 3 - 0 | Athletic Bilbao |

### Meilleur buteur
| Rang | Joueur            | Club                 | Buts |
| ---- | ----------------- | -------------------- | ---- |
| 1    | Pablo Infante     | CD Mirandés          | 7    |
| 2    | Fernando Llorente | Athletic Bilbao      | 5    |
| 2    | Álvaro Vázquez    | RCD Espanyol         | 5    |
| 3    | Jonas             | Valence CF           | 4    |
| 3    | Christian Stuani  | Racing Santander     | 4    |
| 3    | Lassad Nouioui    | Deportivo La Corogne | 4    |
| 3    | Nauzet Alemán     | Real Valladolid      | 4    |
| 3    | Pedro             | FC Barcelone         | 4    |